# 1895 a tudományban
Az 1895. év a tudományban és a technikában.

## Kémia
- Megjelenik Than Károly könyve, A qualitatív chemiai analysis elemei[1]

## Fizika
- Wilhelm Conrad Röntgen felfedezi a később róla elnevezett röntgensugarat

## Technika
- február 13. – a Lumière testvérek Párizsban szabadalmaztatják a kinematográfot
- Guglielmo Marconi és Alekszandr Popov egymástól függetlenül feltalálja a drót nélküli távírót

## Születések
- január 15. – Artturi Virtanen Nobel-díjas finn kémikus († 1973)
- április 1. – Alexander Craig Aitken új-zélandi matematikus († 1967)
- május 28. – Rudolph Minkowski német-amerikai csillagász († 1976)
- július 6. – Buzágh Aladár, a kolloidkémia hazai meghonosítója és fő művelője († 1962)
- július 8. – Igor Jevgenyjevics Tamm Nobel-díjas (megosztva) orosz, szovjet atomfizikus († 1971)
- október 22. – Rolf Nevanlinna finn matematikus (Nevanlinna-díj) († 1980)
- október 30. – Gerhard Domagk fiziológiai és orvostudományi Nobel-díjjal kitüntetett német patológus, bakteriológus († 1964)

## Halálozások
- január 26. – Arthur Cayley brit matematikus (* 1821)
- március 5. – Henry Creswicke Rawlinson diplomata, politikus, asszirológus, az MTA kültagja (* 1810)
- április 11. – Lothar Meyer német vegyész (* 1830)
- május 23. Franz Ernst Neumann német fizikus, matematikus, mineralógus (* 1798)
- június 29. – Thomas Henry Huxley angol biológus, Charles Darwin evolúciós elméletének támogatója (* 1825)
- július 8. – Johann Josef Loschmidt ausztriai fizikus, kémikus (* 1821)
- augusztus 26. – Friedrich Miescher svájci biokémikus, aki elsőként különített el és azonosított nukleinsavat (* 1844)
- szeptember 28. – Louis Pasteur francia mikrobiológus és kémikus, az orvostudomány történetének egyik legnagyobb alakja, a mikrobiológia, az immunológia és a járványtan megalapozója (* 1822)
- november 25. – Ludwig Rütimeyer svájci zoológus, paleontológus (* 1825)
- december 13. – Jedlik Ányos magyar természettudós, feltaláló (* 1800)